# Synthesis (album)
Synthesis – czwarty studyjny album amerykańskiego zespołu rockowego Evanescence, wydany 10 listopada 2017 roku nakładem wytwórni Bertelsmann Music Group. Wydawnictwo zawiera przerobione wersje poprzedniego materiału zespołu z aranżacją orkiestrową i elementami muzyki elektronicznej, a także dwa nowe utwory, które zostały wydane w formacie singlii promujących album. Za aranżację płyty odpowiada David Campbell wraz z Amy Lee i producentem Williamem Barrym „Spaceway” Huntem. Album promowała również trasa koncertowa Synthesis Tour, w którą zespół wyruszył 14 października 2017 rozpoczynając występy w Las Vegas. Zespół koncertował w USA oraz Kanadzie do grudnia 2017 roku. 

## Tło
Od czasu wydania trzeciego albumu studyjnego Evanescence w 2011 roku i towarzyszącej mu światowej trasy koncertowej (2011–2012), zespół zrobił sobie trzyletnią przerwę muzyczną, podczas której każdy z członków realizował własne projekty. W tym okresie zespół rozstał się również ze swoją wytwórnią Wind-up Records z którą współpracował od trzynastu lat, liderka zespołu - Amy Lee skomentowała sytuację słowami: „Pierwszy raz od 13 lat jestem wolnym i niezależnym artystą. Pragnęłam tego od dawna, jestem taka szczęśliwa”. W listopadzie 2015 Evanescence wrócił na scenę koncertem na festiwalu Ozzfest w Tokio. Podczas wywiadów w tym czasie Amy Lee wydała oświadczenie, iż nie ma w planach tworzenia w najbliższej przyszłości nowej muzyki wraz z zespołem oraz że grupa będzie występować z okazjonalnymi koncertami i ponownie łączyć się ze swoimi fanami poprzez koncerty w roku następnym. Artystka dodała również, że skupia się na tworzeniu jako artystka solowa i odkrywaniu swojej innej stony niż ta, kiedy pracowała z Evanescence. W 2016 roku trasa została przedłużona o kolejne terminy koncertów w Stanach Zjednoczonych. 
13 września 2016 roku Evanescence ogłosił, iż planują wydać vinyl box set pt. The Ultimate Collection, który zawierać będzie trzy pierwsze albumy studyjne zespołu - Fallen, The Open Door oraz Evanescence, demo Origin nagrany na początku ich kariery, również komplikację Lost Whispers z 2016 roku, która zawiera nową wersja piosenki „Even in Death". Box set na półki sklepowe trafił 17 lutego 2017 roku. W październiku 2016 Amy Lee udzieliła wywiadu witrynie internetowej Loudwire, w którym ogłosiła; "że „Evanescence ma przyszłość”, dodając, że zespół połączył się ponownie, aby ponownie nagrać niektóre ze swoich wcześniejszych materiałów, w tym utwory z ich pierwszego albumu studyjnego Fallen (2003). W grudniu 2016 swoją premierę w formacie Digital download, miała pierwsza kompilacja zespołu pt. Lost Whispers

## Koncept
Czwarty album studyjny zespołu i odpowiadający mu tytuł Synthesis został ujawniony przez Lee w wideo opublikowanym na stronie grupy na Facebooku 10 maja 2017 roku, podczas którego Amy powiedziała, iż „To dla mnie projekt pełen pasji". W naszej muzyce jest wiele warstw, ogromne bębny i gitary. Zawsze chciałem rzucić światło na niektóre ze wspaniałych aranżacji i elementów programowych Davida Campbella w naszych piosenkach, a ten pomysł doprowadził do całkowitego odtworzenia ich z pełną orkiestrą, a nie tylko smyczkami, skomplikowanym programowaniem i eksperymentami." Według niej tytuł wziął się stąd, że album to „synteza (ang. Synthesis), połączenie, kontrast, synergia pomiędzy organicznym i syntetycznym, także przeszłością i teraźniejszością”. Zauważyła ponadto, że nowa muzyka zostanie okrojona, / wykonana przez orkiestrę i będzie zawierać elementy elektroniki i „syntetycznego świata bitów i dźwięków”. Liderka zespołu dodała również, iż proces twórczy nad albumem polegał na przejrzeniu przez zespół wcześniejszego materiału i przerobieniu niektórych piosenek. Ponadto nagrano również dwie nowe piosenki dla Synthesis. Lee dodała ponadto, że dla niej projekt jest jak „duża, dynamiczna ścieżka dźwiękowa”. Nowe aranżację piosenek dokonali David Campbell, który współpracował z zespołem podczas ich poprzednich projektów, a także Amy Lee i William B. Hunt. 

## Wydanie oraz promocja
14 sierpnia 2017 roku zespół zamieścił na swoim profilu na Facebooku wideo, z którego wynikało, że album jest w końcowej fazie nagrywania. Przerobiona wersja pierwszego w karierze Evanescence singla „Bring Me to Life” została wydana jako pierwszy singiel promocyjny 18 sierpnia 2017 roku pod nazwą Bring Me to Life (Synthesis). Jeden z dwóch oryginalnych utworów nagranych na album, „Imperfection”, został wydany jako pierwszy oficjalny singiel 15 września 2017 r. Wraz z zamówieniem albumu w przedsprzedaży. Dla autorki utworu, Amy Lee piosenka była najważniejsza na albumie, a proces jej pisania trwał dłużej ze względu na jej niepewność, jak wyrazić słowami emocje, które chciała przekazać. Tego samego dnia ogłoszono również datę premiery albumu 10 listopada 2017 r., a zespół zamieścił na swoim oficjalnym kanale YouTube film, przedstawiający prace nad albumem w studiu i dzielenie się swoimi przemyśleniami na temat projektu. Nowa wersja piosenki „Lacrymosa”, która pierwszy raz została wydana na drugim albumie The Open Door została wydana jako drugi singiel promocyjny 27 października 2017 roku. Album został wydany przez BMG Rights Management w obu Amerykach, a jednocześnie dystrybuowany przez Virgin Records w Japonii oraz przez Sony Music na całym świecie.

## Tworzenie
Wersja Synthesis „Bring Me to Life” jest okrojona, ponieważ zastępuje perkusję i gitary z oryginalnej wersji układem smyczkowym. Jego oprzyrządowanie jest również zapewniane przez uderzające talerze, bębny kotłów „budujące napięcie” i zawiera różne elementy elektroniczne w całym tekście. Kilku krytyków określiło nowy układ „Bring Me to Life (Synthesis)” jako „dramatyczny”. Amy Lee opisała piosenkę jako „nową” dla niej, ponieważ zawierała elementy muzyczne i wokale, które „słyszała w [jej] głowie” od czasu jej wydania.
„Imperfection”, jedna z oryginalnych piosenek napisanych na album oraz pierwszy oficjalny singiel wydawnictwa to elektroniczno-symfoniczny utwór. Według Lee, piosenka została napisana z perspektywy osoby, która straciła kogoś w wyniku samobójstwa i depresji i określiła ją jako „apel o walkę o życie". „Hi-Lo”, druga oryginalna piosenka oraz drugi oficjalny singiel promujący album to odrzut z albumu Evanescence z 2011 roku. Został napisany w 2007 roku przez Lee i producenta Willa Hunta i był to ich pierwszy wspólny projekt. Według Lee, piosenka opowiada o pójściu dalej, "ale w sposób bardzo niekonfrontacyjny, bez gniewu. Po prostu: „Hej, wszystko, co się wydarzyło mineło, skończyłem z tym i nie jestem na ciebie zły". W piosence możemy usłyszeć Lindsey Stirling, która w utworze gra na skrzypcach.

## Trasa koncertowa
W celu promocji albumu 14 sierpnia 2017 roku zespół zapowiedział Synthesis Live. Trasa rozpoczęła się 14 października 2017 roku w Las Vegas i zakończyła się w grudniu tego samego roku z 28 koncertami w różnych stanach USA i Kanadzie. Celem występów jest podkreślenie wokalu, emocji i historii kryjących się za tekstami piosenek zespołu, do których na scenie towarzyszyć będzie orkiestra. We wrześniu ogłoszono europejską część trasy, obejmującą 18 koncertów w marcu i kwietniu 2018 roku. W marcu 2018 roku ogłoszono, że tego lata zespół wyruszy w trasę po Ameryce Północnej z Lindsey Stirling, która będzie współwystępować wraz z Amy Lee. Północnoamerykański odcinek rozpoczął się 6 lipca w Kansas City w stanie Missouri, a ostatni koncert trasy miał miejsce 8 września w Ridgefield w stanie Waszyngton. Łącznie trasa Synthesis Live liczy sobie 82 koncerty w Stanach Zjednoczonych, Oceanii oraz Europie. 

## Lista utworów
| Synthesis – Edycja standardowa | Synthesis – Edycja standardowa | Synthesis – Edycja standardowa                                                  | Synthesis – Edycja standardowa | Synthesis – Edycja standardowa |
| Nr                             | Tytuł utworu                   | Autorzy                                                                         | Pierwotny album                | Długość                        |
| ------------------------------ | ------------------------------ | ------------------------------------------------------------------------------- | ------------------------------ | ------------------------------ |
| 1.                             | „Overture”                     | Amy Lee                                                                         |                                | 0:57                           |
| 2.                             | „Never Go Back”                | Amy Lee · Terry Balsamo · Tim McCord · Will Hunt                                | Evanescence                    | 4:50                           |
| 3.                             | „Hi-Lo feat. Lindsey Stirling” | Amy Lee · Will Hunt                                                             |                                | 5:07                           |
| 4.                             | „My Heart Is Broken”           | Amy Lee · Terry Balsamo · Tim McCord · Will Hunt · Zach Williams                | Evanescence                    | 4:34                           |
| 5.                             | „Lacrymosa”                    | Amy Lee · Terry Balsamo                                                         | The Open Door                  | 3:42                           |
| 6.                             | „The End of the Dream”         | Amy Lee · Terry Balsamo · Tim McCord · Will Hunt · Zach Williams · Will B. Hunt | Evanescence                    | 4:54                           |
| 7.                             | „Bring Me to Life”             | Amy Lee · Ben Moody · David Hodges                                              | Fallen                         | 4:18                           |
| 8.                             | „Unraveling (interlude)”       | Amy Lee                                                                         |                                | 1:40                           |
| 9.                             | „Imaginary”                    | Amy Lee · Ben Moody                                                             | Fallen                         | 4:03                           |
| 10.                            | „Secret Door”                  | Amy Lee · Will B. Hunt                                                          | Evanescence                    | 3:48                           |
| 11.                            | „Lithium”                      | Amy Lee                                                                         | The Open Door                  | 4:05                           |
| 12.                            | „Lost in Paradise”             | Amy Lee                                                                         | Evanescence                    | 4:43                           |
| 13.                            | „Your Star”                    | Amy Lee · Terry Balsamo                                                         | The Open Door                  | 4:38                           |
| 14.                            | „My Immortal”                  | Amy Lee · Ben Moody                                                             | Fallen                         | 4:25                           |
| 15.                            | „The In-Between (piano solo)”  | Amy Lee                                                                         |                                | 2:11                           |
| 16.                            | „Imperfection”                 | Amy Lee · Will B. Hunt                                                          |                                | 4:22                           |
|                                |                                |                                                                                 |                                | 1:02:17                        |

| Międzynarodowa wersja deluxe bonus płyta DVD | Międzynarodowa wersja deluxe bonus płyta DVD | Międzynarodowa wersja deluxe bonus płyta DVD |
| Nr                                           | Tytuł utworu                                 | Długość                                      |
| -------------------------------------------- | -------------------------------------------- | -------------------------------------------- |
| 1.                                           | „From the Inside: The Creation of Synthesis” |                                              |
| 2.                                           | „Synthesis" (instrumental album)”            |                                              |
| 3.                                           | „Synthesis" (5.1 surround mix)”              |                                              |
| 4.                                           | „Photo gallery”                              |                                              |

## Pozycje na listach
| Lista (2017)                             | Najwyższa pozycja |
| ---------------------------------------- | ----------------- |
| Australia (ARIA)                         | 6                 |
| Austria (Ö3 Austria)                     | 11                |
| Belgia (Ultratop Flanders)               | 21                |
| Belgia (Ultratop Wallonia)               | 31                |
| Kanada (Billboard)                       | 16                |
| Czechy (ČNS IFPI)                        | 49                |
| Dania (Hitlisten)                        | 23                |
| Francja (SNEP)                           | 58                |
| Niemcy (Offizielle Top 100)              | 5                 |
| Grecja (IFPI)                            | 11                |
| Irlandia (IRMA)                          | 60                |
| Włochy (FIMI)                            | 25                |
| Japonia (Billboard Japan)                | 55                |
| Japonia (Oricon)                         | 36                |
| Nowa Zelandia (RMNZ)                     | 20                |
| Polska (ZPAV)                            | 41                |
| Portugalia (AFP)                         | 25                |
| Szkocja (OCC)                            | 19                |
| Hiszpania (PROMUSICAE)                   | 19                |
| Szwajcaria (Schweizer Hitparade)         | 9                 |
| Wielka Brytania (OCC)                    | 23                |
| USA (Billboard 200)                      | 8                 |
| USA (Independent Albums) (Billboard)     | 1                 |
| USA (Top Alternative Albums) (Billboard) | 1                 |
| USA (Top Classical Albums) (Billboard)   | 1                 |
| USA (Top Rock Albums) (Billboard)        | 1                 |
| USA (Top Tastemaker Albums) (Billboard)  | 8                 |

| Lista (2018)                             | Pozycja |
| ---------------------------------------- | ------- |
| USA (Independent Albums) (Billboard)     | 18      |
| USA (Top Alternative Albums) (Billboard) | 48      |
| USA (Top Classical Albums) (Billboard)   | 4       |
| USA (Top Rock Albums) (Billboard)        | 100     |
| Lista (2019)                             | Pozycja |
| USA (Top Classical Albums) (Billboard)   | 23      |

## Personel

### Evanescence
- Amy Lee - wokal prowadzący, fortepian
- Troy McLawhorn — gitara
- Jen Majura — gitara, Theremin
- Tim McCord — gitara, syntezatory
- Will Hunt — bębny

### Dodatkowi muzycy
- Will Hunt (Spaceway) - programowanie, syntezatory
- Lindsey Stirling — skrzypce (ścieżka 3)
- David Campbell — aranżacja orkiestry, dyrygowanie orkiestrą

### Techniczny
- Will Hunt (Spaceway) — Inżynieria produkcji
- Amy Lee — produkcja
- Damian Taylor — miks
- Reese Murphy — dodatkowa inżynieria
- Robbie May — pomoc inżynieryjna
- Nick Spezia — inżynieria orkiestrowa
- Jasper LeMaster — pomoc w zakresie inżynierii orkiestrowej
- Gary Hedden — dodatkowa edycja dźwięku
- Emily Lazar — mastering
- Chris Allgood — mastering asystent
- Ethan Mates — dodatkowa inżynieria (ścieżka 3)

Źródło []

### Okładka
- P. R. Brown - okładka, projekt, fotograf
- Jeff Molyneaux — Studio fotograficzne
- Tyler Barksdale — Studio fotograficzne

Źródło []